# Rafael Melero Rojo
Rafael Melero Rojo   (Barcelona, 10 de setembre de 1972) és un ex atleta, escriptor i funcionari de la Policia Autonòmica de Catalunya. Va néixer a Barcelona l'any 1972.

## Biografia
Com atleta de mig fons, fou membre del FC Barcelona i del Club Atlètic Lleida, i fou campió català dels 800 m a l'aire lliure (1998) i dels 800 m en pista coberta (1996, 1998).
La seva experiència com a investigador en els Mossos d'Esquadra l'ha portat a fer el salt a la literatura endinsant-se en el gènere negre, on va collir nombrosos èxits amb la seva primera gran novel·la: La ira del Fènix, en la seva edició en català i, posteriorment, publicada per l'editorial Platja de Ákaba en castellà. L'escriptor Lorenzo Silva ha dit de la seva primera novel·la que és una veritable sorpresa i una mostra excel·lent d'aquest subgènere al qual es coneix com a procediment judicial.
En 2017 gana el Primer Premi de Novel·la Cartagena Negra amb la seva tercera novel·la, Ful,
Rafa Melero se suma a la nòmina de policies escriptors, com l'exemple del nord-americà Joseph Wambaugh, mite de la novel·la negra internacional.
En les novel·les de Melero es repeteix el personatge de Xavi Masip, sergent dels Mossos d'Esquadra en la ficció.